# Теодор Нетте (пароход)
Пароход «Тверь» (впоследствии — «Теодор Нетте») — головное судно в серии из шести грузопассажирских пароходов Добровольного флота. Предназначалось для обслуживания Охотско-Камчатской линии.

## История парохода
Пароход построен в 1912 году на Невском заводе в Санкт-Петербурге.
31 мая 1913 года вышел в первый рейс и регулярно ходил между Владивостоком и Камчаткой.
30 июня 1918 года захвачен белогвардейцами и японскими интервентами во Владивостоке.
По одной из версий судно, вышедшее 1 мая 1920 года и прибывшее в Триест в июле 1920 года, перевозило пленных чехословаков и, попав под контроль эмигрантского правления Доброфлота, было продано Италии, по другой — изначально шло на Одессу, однако, из-за того, что пролив Босфор контролировался белым флотом, зашло в Триест, где и было арестовано итальянскими властями.
В любом случае в декабре 1921 года пароход продан итальянской компании «Lloyd Triestino» и переименован в «Soria».
29 января 1926 года выкуплен Совторгфлотом и под именем «Теодор Нетте» (в честь Т. И. Нетте) поднял советский флаг. Именно это судно упоминается в стихотворении В. Маяковского «Товарищу Нетте, пароходу и человеку». Вошёл в состав судов Черноморской конторы Совторгфлота (впоследствии ЧМП) и эксплуатировался на Крымско-Кавказской линии, совершая нерегулярные заходы в порты Средиземного моря.
В начале мая 1929 года передан Дальневосточной конторе Совторгфлота (ныне ДВМП), ушёл на Дальний Восток, где и работал.
С 27 декабря 1930 года поставлен на ремонт в западный док Дальзавода.

## Мобилизация и служба в РККФ
26 ноября 1933 года мобилизован и принят от Наркомвода.
25 июня 1934 года после перевооружения и переоборудования в минный заградитель вошел в состав Морских Сил Дальнего Востока.
Из-за недостатка военных кораблей во флоте применялись многие гражданские пароходы, в том числе и некоторые систершипы бывшей «Твери» — «Астрахань», «Томск» и «Эривань», входившие в 1-ю Морскую бригаду.
С 20 апреля 1939 года использовался в качестве самоходной плавбазы 4-й бригады подводных лодок, с февраля 1941 года — 2-й бригады.
С 9 июля 1941 года возвращен в класс минных заградителей. Производил постановки минных заграждений на подходах к советским морским базам, а осенью 1945 года корабль ставил мины в Японском море, участвовал в перебросках войск в порты Кореи.
23 октября 1945 года выведен из боевого состава ТОФ и переквалифицирован в военный транспорт.
В 1946 году разоружён и поставлен на мёртвый якорь в бухте Золотой Рог.
После ремонта отправлен в 1947 году на Камчатку, где и находился в бухте Крашенинникова в качестве отопителя, плавказармы «ПКЗ-28», клуба моряков.

## Дальнейшая судьба
В 1953 году корабль пострадал от пожара и шторма, после чего исключен из списков судов ВМФ (флаг спущен 5 ноября 1953 года) и превращён в плавпричал аварийно-спасательной службы.
Впоследствии остов судна был засыпан грунтом и лёг в основу одного из причалов Петропавловского торгового порта, а фрагменты корпуса сохранились в экспозиции Военно-исторического музея г. Петропавловск-Камчатский.

## Однотипные суда
- «Астрахань»
- «Симферополь»
- «Тобольск»
- «Томск»
- «Эривань»